# Richard Gilbert West
Richard Gilbert West (* 31. Mai 1926; † 30. Dezember 2020) war ein britischer Geologe (Quartärgeologie) und Paläobotaniker (Palynologie).

## Leben
Nach Wehrdienst im Zweiten Weltkrieg in Indien studierte er Botanik und Geologie am Clare College in Cambridge. 1954 wurde er promoviert und wurde Fellow des Clare College. Die Dissertation bei Harry Godwin war über Palynologie und Stratigraphie der Seeablagerungen in Hoxne in Suffolk aus dem mittleren Pleistozän. 1960 wurde er Lecturer in der Fakultät für Botanik und 1977 Professor. 1991 ging er in den Ruhestand.
1968 wurde er Fellow der Royal Society. Er erhielt 1969 die Bigsby Medal, 1988 die Lyell Medal und 1988 die Albrecht-Penck-Medaille. 1979 wurde er zum Ehrenmitglied der Royal Irish Academy gewählt. 1999 wurde er als auswärtiges Mitglied in die Finnische Akademie der Wissenschaften aufgenommen.

## Schriften
- Plant life of the quaternary cold stages evidence from the British Isles, Cambridge University Press 2000
- Pleistocene geology and biology with especial reference to the British Isles, Wiley 1968
- Pleistocene palaeoecology of central Norfolk: a study of environments through time, Cambridge University Press 2009
- mit J. J. Donner: The glaciations of East Anglia and the East Midlands : a differentiation based on stone-orientation measurements of the tills, Quarterly Journal of the Geological Society, 112, 1956, S. 69–91.
- Herausgeber mit D. Walker: Studies in the vegetational history of the British Isles : essays in honour of Harry Godwin, Cambridge University Press 2009
- Interglacial deposits at Bobbitshole, Ipswich, Philos. Transactions Royal Society, B, 241, 1957, 676
- mit B. W. Sparks: Late pleistocene deposits at Wretton, Norfolk, Philos. Transactions Royal Society, B, 258, 1970, 818